# Eduard Grečner
Eduard Grečner (* 21. září 1931, Kopčany) je slovenský filmový scenárista a režisér. 
Vystudoval gymnázium ve Skalici a poté dramaturgii a scenáristiku na FAMU v Praze. Od roku 1954 pracoval jako dramaturg, scenárista a režisér bratislavských filmových ateliérů na Kolibě. V roce 1989 se stal předsedou Slovenského filmového zväzu a v letech 1994 až 1996 byl předsedou filmové komise fondu kultury Pro Slovakia.
Jako pedagog působil na Univerzitě Cyrila a Metodeje v Trnavě (1995 až 1999) a na Fakultě dramatických umení v Banské Bystrici (1999 až 2003).

## Filmografie (výběr)
- Každý týždeň sedem dní – 1964, scénář a režie
- Nylonový mesiac – 1965, scénář s Jaroslavou Blažkovou a režie
- Drak sa vracia – 1967, scénář a režie
- Pozemský nepokoj – 1992, scénář a režie
- Jaškov sen – 1996, scénář a režie